# Parque nacional de Pa Hin Ngam
El Parque nacional de Pa Hin Ngam (en tailandés, อุทยานแห่งชาตินายูง-น้ำโสม) es un área protegida del nordeste de Tailandia, en la Chaiyaphum. "Hin ngam" significa "bella piedra", "pa" significa "bosque". El parque obtuvo su nombre de las raras formaciones rocosas en el extremo oeste del parque. La erosión ha tallado varias grandes rocas en formas sorprendentes e inusuales. 
Este parque es famoso por su campo de flores de Kra chiao (tulipán de Siam). La altitud de este parque va de los 200 a los 800 m s. n. m.

## Enlaces externos

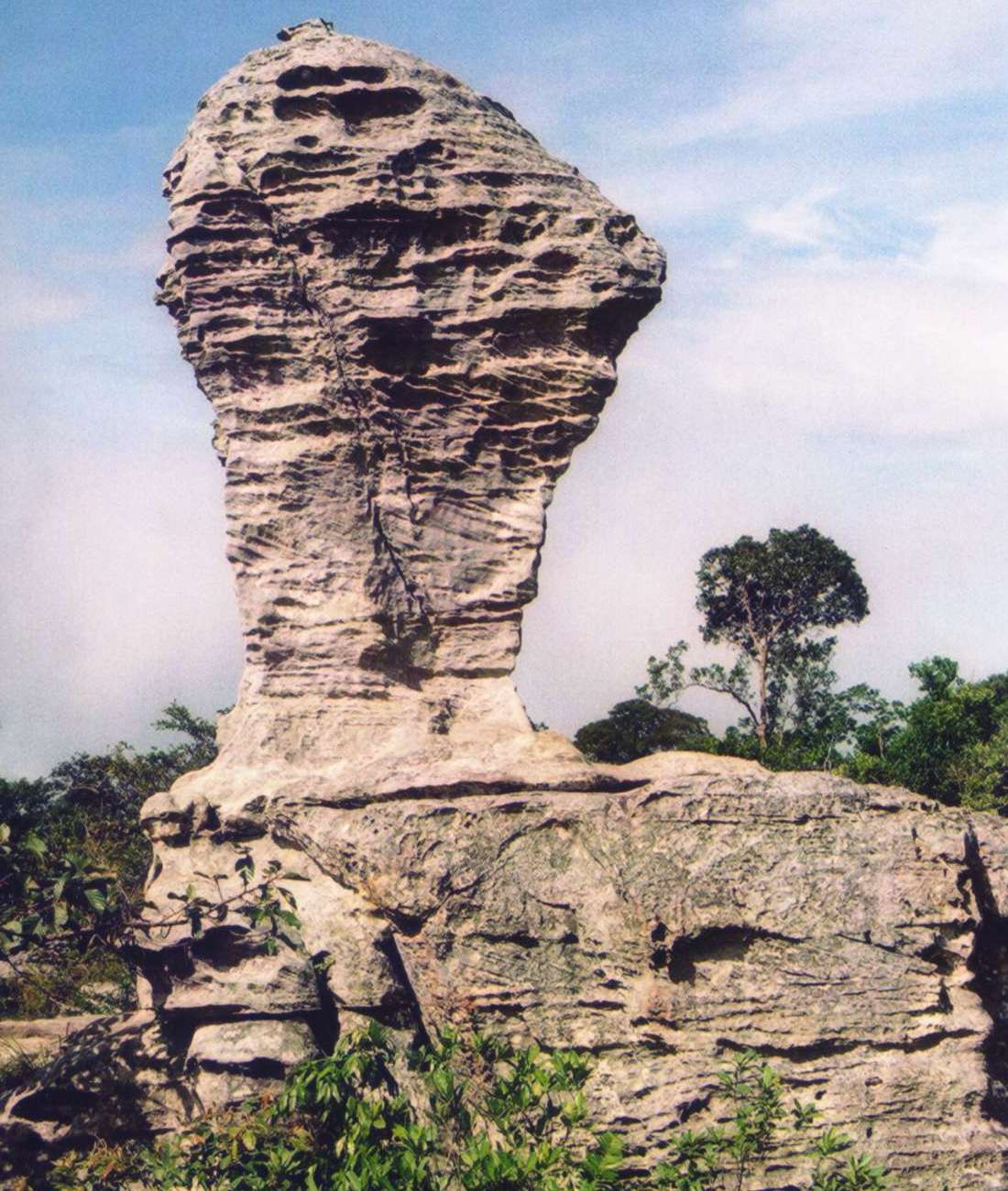
Formaciones rocosas.